# Kinetix
Kinetix (Zoë Saugin del pianeta Aleph) è un personaggio dei fumetti pubblicati da DC Comics. È una supereroina dell'Universo DC, nonché un membro della Legione dei Super-Eroi nel XXX secolo.

## Biografia del personaggio
La madre di Zoë, Azra, fu una rinomata archeologa che portava con sé lei suo fratello Thanot negli scavi in giro per la galassia. Un giorno, Azra inalò del gas velenoso nel corso di uno scavo, che cominciò a divorarle i polmoni. Sentendosi impotente nell'osservare la madre morente, Zoë cercò nel libri di Azra una probabile cura e trovò un incantesimo magico utilizzato sulla Luna di Kol, un artefatto trovato da sua madre. A quanto sembrò, la luna poteva trasformare "una lacrima d'amore in uno sprizzo di salute" una volta in una vita. Zoë riuscì a guarire sua madre, e così cominciò la sua sete di potere - ma solo al fine di aiutare gli altri e per raggiungere la perfezione personale. Tuttavia, anche se le sue motivazioni erano nobili, la sua divenne un'ossessione.
Zoë passò i successivi cinque anni in cerca di altri incantesimi da poter utilizzare, e ne trovò uno esplorando le caverne sulla luna di Saturno, Titano, dove trovò e assorbì una vasca di energia che sbloccò i suoi poteri telecinetici. Zoë si ribattezzò Kinetix (come in "telecinesi"), e si unì alla Legione dei Super-Eroi come parte del secondo gruppo di Legionari attivi, al fianco di Shrinking Violet, che sarebbe poi diventata la sua migliore amica. Zoë sarebbe poi diventata un membro importante della Legione, diventando parte di una squadra scelta per seguire Tangleweb e aiutare il ritardo contro Composite Man, permettendo al gruppo di riformarsi. Sviluppò anche una cotta per il vice leader della Legione, Leviatano, che ne sviluppò una ancora più grande per lei.
Zoë continuò la sua ricerca di un potere maggiore e lo localizzò sulla Stella di Akkos, pensando che avrebbe incrementato i suoi poteri, insieme a quelli di Shrinking Violet, quando in realtà glieli tolse tutti. Così, la ragazza partì alla ricerca di una soluzione che potesse ridarle le sue abilità, e viaggiando attraverso gli stargate uno di questi, che le avrebbe permesso di tornare, fu distrutto da alcuni criminali Daxamiti, lasciandola dispersa nello spazio. Il supporto che le permetteva di sopravvivere stava per terminare, quando Zoë fu salvata da Mysa e portata su Zarrox, il Mondo degli Stregoni.
Mysa addestrò Zoë nelle arti mistiche e le restituì la telecinesi, alterando però il suo aspetto così facendo; la pelle di Zoë divenne pallida, con un tatuaggio sulla guancia, le orecchie si fecero a punta, e le crebbe la coda. Mysa rimandò Zoë alla Legione perché ritrovasse l'Occhio di Smeraldo. Senza che Zoë ne fosse a conoscenza, la sua amica Violet era intanto già stata posseduta dall'Occhio.
Quando il loro compagno di squadra Leviatano, per cui entrambe avevano una cotta, si sacrificò per salvare la squadra dal Dottor Regulus, Violet divenne frenetica e rivelò agli altri la sua possessione da parte dell'Occhio, per poi possedere a sua volta la Legione al fine di trovare un modo per resuscitare il Leviatano. Zoë era già tra gli schiavi dell'Occhio e tentò di prenderlo per sé, ma fu rigettata da esso e quasi uccisa.
Zoë, scossa dalla perdita del Leviatano e dalla possessione di Violet, fu ritrasportata da Mysa su Zarrox insieme alla sua famiglia e alcuni dei suoi compagni di squadra. Mysa stava per togliere a Zoë i suoi poteri di nuovo al fine di punirla per non essere stata in grado di trovare l'Occhio per prima, ma Azra rivelò allora di aver incontrato Mysa in precedenza, quando stava per morire, e che utilizzò un mistico artefatto per guarirla. Azra era incinta di Zoë all'epoca e le energie dell'artefatto forgiarono una connessione tra Mysa e Zoë, che permise a Mysa in seguito di manipolare Zoë da adulta, nonché alterò la struttura genetica di Zoë, donandole una certa abilità nella magia che le permise di assorbire l'energia nella pozza di Titano. Azra si umiliò verso Mysa ammettendo il suo debito, e utilizzò la Stella di Akkos per ridare alla figlia i suoi poteri e ricostituire il suo aspetto normale. Kinetix andò avanti, diventando poi fondamentale per la sconfitta di Mordru e la liberazione di Violet dall'Occhio.
Durante la missione esplorativa di una misteriosa anomalia dello spazio-tempo, Zoë era così affascinata dal suo potere che divenne quasi catatonica. La sua personalità così esuberante ed energetica improvvisamente fu sommersa, lasciandola silenziosa e quasi infantile. Costernati, Violet e Ayla Ranzz|Spark convinsero il loro compagno di squadra, Brainiac 5, ad utilizzare la Macchina Ovunque per convincere Zoë a tacere la soggezione che provava in presenza di tanto potere e riportarla alla normalità. Zoë fu una dei tanti Legionari che fu Blight-ata, o che subì il lavaggio del cervello e rigenerata in una cacciatrice e assassina. Numerosi suoi compagni si persero e la Legione si sciolse poco dopo tentando di rimarginare la spaccatura nello spazio. Dopo lo scioglimento della squadra, Kinetx si unì alla Polizia Scientifica e fu di servizio sulla Terra.
Quando i "Terrorforms" alterarono la gente della Terra, Zoë fu tra i pochi genetici che divennero dei Terrorform. Come tale, Zoë fu connessa alla biosfera planetaria e responsabile, al fianco dei suoi nuovi compagni, della salvaguardia e della velocità di evoluzione della Terra. Zoë fu una Terrorform unica in poiché ella possedeva ancora un brandello della sua vecchia personalità e dei suoi vecchi ricordi, grazie alle sue radici a sfondo magico. Zoë fece ritorno alla Legione dopo che questa fu riformata e giocò un ruolo importante nel fermare Ra's al Ghul. Fu poi parte di una squadra finché la crisi dei Fatali 500, e fu bloccata nel Limbo insieme al resto della Legione.
Kinetix non fu mai mostrata come membro della nuova versione corrente della Legione, che ebbe una sua storia e una cronologia interna separate dalle versioni precedenti.

## Post-Ora Zero
La Legione post-Ora zero riemerse più avanti dal Limbo e si unì al combattimento contro la Legione dei Supercriminali. Kinetix si precipitò su Superboy-Prime e abbassò la guardia, inconsapevole della sua resistenza alla magia, rimanendo così uccisa dalla sua vista calorifica mentre Mordru ne assorbì poteri e ricordi.

## Poteri e abilità
Kinetix possiede abilità telecinetiche, che lei in primo luogo utilizza per manipolare e riconfigurare la materia solida con il pensiero. Come Terrorform, le sue abilità furono parziali ed indefinite poiché erano reattive al tipo di circostanze in cui Zoë si fosse trovata. La si vide possedere abilità guaritrici, volo, una limitata super forza, l'abilità di sopravvivere nel vuoto dello spazio, e il controllo della gravità. Si scoprì nella miniserie Crisi finale: la Legione dei 3 mondi che Kinetix assorbì la magia dell'universo di Terra-247 dopo la sua distruzione, rendendola più forte che mai.